# Воррнамбул
Воррнамбул (англ. Warrnambool) — місто на південно-західному узбережжі Вікторії, Австралія. У червні 2016 року чисельність міського населення склало 35 214 чоловік. Розташоване на шосе Принців, Воррнамбул знаменує західний кінець Великої океанської дороги й південний кінець шосе Гопкінса.